# باتريشيا كلاركسون
باتريشيا ديفيس كلاركسون (بالإنجليزية: Patricia Clarkson) هي ممثلة أمريكية (ولدت في 29 ديسمبر عام 1959). سطع نجمها في العديد من الأدوار الرئيسية والمساعدة في مجموعة متنوعة من الأفلام، سواء كانت إنتاجات أفلام طويلة مستقلة أو تابعة لاستديوهات مهمة. تتضمن الترشيحات والجوائز التي حصدتها ترشيحًا لجائزة الأوسكار، وترشيحين لجائزة الغولدن غلوب، وأربعة ترشيحات لجائزة نقابة ممثلي الشاشة، وترشيحًا واحدًا لجائزة توني (جائزة أنطوانيت بيري للتميز في مجال المسرح)، وحصدت جائزتي برايم تايم إيمي، وجائزتين للجمعية الوطنية لنقاد الأفلام، وجائزة الفلم الإنكليزي المستقل.
ولدت وترعرعت في نيو أورليانز لأم سياسية وأب مدير مدرسة، نالت كلاركسون شهادة في المسرح من جامعة فوردهام قبل أن تقصد كلية ييل للمسرح، حيث نالت درجة الماجستير في الفنون الجميلة. ظهرت لأول مرة في فيلم سينمائي طويل في فيلم الدراما والجريمة ذي أنتاتشبلز لبراين دي بالما (1987)، ولعبت بعده دورًا مساعدًا في فيلم ذا ديد بول (البركة الميتة) للمخرج كلينت إيستوود (1988). بعد ظهورها في عدة أدوار ثانوية في أوائل وأواسط التسعينات، لفتت انتباه النقاد عندما لعبت دور ممثلة مدمنة على الممنوعات في فيلم الدراما المستقل هاي آرت (بالإنجليزية: High Art) (1998). استمرت كلاركسون في لعب أدوار مساعدة في أفلام مثل ذا غرين مايل (الميل الأخضر) (1999)، ذا بليدج (العهد) (2001)، ودوجفيل (2003).
حصدت ثناء النقّاد عام 2003 بفضل أدائها في فيلم الدراما ذا ستيشن إيجنت (عامل المحطة)، والذي أدى إلى ترشيحها لنيل جائزة نقابة ممثلي الشاشة، بالإضافة إلى فيلم بيسز أوف أبريل (قطع من أبريل)، الذي رُشحت عن دورها فيه لنيل جائزتي الغولدن غلوب والأوسكار عن فئة أفضل ممثلة مساعدة. ظهرت كلاركسون أيضًا بصفتها نجمة ضيفة عدة مرات في مسلسل سيكس فيت أندر (ستة أقدام تحت الأرض) الذي أنتجته شركة إتش بي أو منذ عام 2002 وحتى 2006، وحصدت جائزتي برايم تايم إيمي بفضل أدائها. تتضمن بعض إنجازاتها في القرن الواحد والعشرين فيلم غود نايت أند غود لاك (ليلة سعيدة وحظ سعيد) (2005)، ولارس أند ذا ريل غيرل (لارس والفتاة الحقيقية) (2007)، وإيليجي (المرثية) (2008).
عام 2010، لعبت كلاركسون دور ممثلة مساعدة في فيلم شاتر آيلاند (جزيرة شاتر) للمخرج مارتن سكورسيزي، ولعبت بعدها أدوارًا في الفلمين الكوميديين إيزي إيه (2010) وفريندز ويذ بينيفيتس (أصدقاء مع امتيازات). لعبت لاحقًا دور الشريرة إيفا بيج في سلسلة أفلام ذا ميز رانر (عدّاء المتاهة) (2014). عادت إلى التمثيل في المسرح عام 2014، إذ لعبت دور مادج كيندال في إنتاج مسرح برودواي لفيلم ذي إيليفينت مان الذي ترشحت عن دورها فيه لجائزة توني عن فئة أفضل بطلة فيلم. عام 2017، حصدت جائزة السينما المستقلة البريطانية عن فئة أفضل ممثلة مساعدة بفضل أدائها في فيلم ذا بارتي (الحفلة) لسالي بوتر، وسطع نجمها في مسلسل هاوس أوف كاردز (بيت البطاقات) من إنتاج شركة نتفليكس. شاركت في بطولة مسلسل شارب أوبجكتس (أدوات حادة) القصير من إنتاج شركة إتش بي أو إلى جانب إيمي آدامز عام 2018، وربحت جائزة غولدن غلوب عن فئة أفضل ممثلة مساعدة في مسلسل، أو مسلسل قصير، أو فيلم تلفزيوني.

## حياتها الشخصية
ردًا على التسرب النفطي في خليج المكسيك عام 2010، نشرت كلاركسون منشورًا لمجلة أون إيرث (بالإنجليزية: OnEarth) التابعة لمجلس الدفاع عن الموارد الطبيعية. كما أنها أطلقت إعلان خدمة عامة يتحدث عن تجربتها في قضاء طفولتها في نيو أورليانز. نُشرت كلتا القطعتين المكتوبتين في 26 يوليو عام 2010.

## الأعمال

### الأفلام
| السنة | فيلم                                                         | الدور                   | ملاحظات |
| ----- | ------------------------------------------------------------ | ----------------------- | ------- |
| 1987  | الممنوع لمسهم (فيلم)                                         | كاثرين نيس              |         |
| 1988  | البركة الميتة (فيلم)                                         | سامنثا والكر            |         |
| 1988  | Rocket Gibraltar                                             | روز بلاك                |         |
| 1988  | Everybody's All-American                                     | ليزلي ستون              |         |
| 1990  | Tune in Tomorrow                                             |                         |         |
| 1995  | Pharaoh's Army                                               |                         |         |
| 1995  | جومانجي                                                      | كارول آن باريش          |         |
| 1998  | للعب عن ظهر قلب (فيلم)                                       | أليسون                  |         |
| 1998  | High Art                                                     | غريتا                   |         |
| 1999  | الميل الأخضر (فيلم)                                          | ميليندا موريس           |         |
| 1999  | Wayward Son                                                  | ويسلي                   |         |
| 1999  | Simply Irresistible                                          | لويس ماكنالي            |         |
| 2000  | Falling Like This                                            | كارولين لوكهارت         |         |
| 2000  | Joe Gould's Secret                                           | فيفيان ماركي            |         |
| 2001  | The Safety of Objects                                        | أنيت جينينغز            |         |
| 2001  | The Pledge                                                   | مارغريت لارسن           |         |
| 2001  | Wendigo                                                      | كيم                     |         |
| 2002  | Welcome to Collinwood                                        | روزاليند                |         |
| 2002  | بعيدا عن الجنة (فيلم)                                        | إليانور فاين            |         |
| 2002  | Heartbreak Hospital                                          | لوتي أوهرواشير          |         |
| 2002  | The Baroness and the Pig                                     | البارونة                |         |
| 2003  | دوجفيل                                                       | فيرا                    |         |
| 2003  | The Station Agent                                            | أوليفيا هاريس           |         |
| 2003  | All the Real Girls                                           | إلفيرا فاين             |         |
| 2003  | قطع من أبريل                                                 | جوي بيرنز               |         |
| 2004  | ميركال (فيلم)                                                | باتي بروكس              |         |
| 2005  | ليلة سعيدة وحظ سعيد (فيلم)                                   | شيرلي ويرشبا            |         |
| 2005  | The Dying Gaul                                               | إلين تيشوب              |         |
| 2006  | The Woods (2006 film)                                        | السيدة ترافيرس          |         |
| 2006  | All the King's Men                                           | سادي بورك               |         |
| 2007  | No Reservations                                              | بولا                    |         |
| 2007  | Lars and the Real Girl                                       | الدكتورة داغمار بيرغمان |         |
| 2007  | Married Life                                                 | بات ألين                |         |
| 2008  | Blind Date                                                   | جانا                    |         |
| 2008  | فيبي في بلاد العجائب                                         | السيدة دوجر             |         |
| 2008  | مرثية (فيلم)                                                 | كارولين                 |         |
| 2008  | فيكي كريستينا برشلونة                                        | جودي ناش                |         |
| 2009  | Whatever Works                                               | ماريتا سلستين           |         |
| 2009  | 2081                                                         | الراوية (صوت)           |         |
| 2009  | For the Love of Movies: The Story of American Film Criticism | الراوية (صوت)           |         |
| 2009  | وقت القاهرة (فيلم)                                           | جولييت غرانت            |         |
| 2010  | جزيرة شاتر                                                   | راشيل سولاندو الثانية   |         |
| 2010  | Legendary (film)                                             | شارون تشيتلي            |         |
| 2010  | Main Street (2010 film)                                      | ويللا جينكينز           |         |
| 2010  | ايزي ايه                                                     | روزماري بيندرغاست       |         |
| 2011  | أصدقاء مع امتيازات (فيلم)                                    | لورنا                   |         |
| 2011  | يوم واحد (فيلم 2011)                                         | أليسون مايهو            |         |
| 2013  | الشرق (فيلم)                                                 | شارون                   |         |
| 2014  | عداء المتاهة (فيلم)                                          | المستشارة افا بيج       |         |
| 2014  | Last Weekend (film)                                          | سيليا غرين              |         |
| 2014  | تعلم السياقة (فيلم)                                          | ويندي شايلدس            |         |
| 2014  | October Gale (film)                                          | هيلين ماثيوز            |         |
| 2014  | آني (فيلم 2014)                                              | السيدة من مجموعة فوكس   |         |
| 2015  | عداء المتاهة:تجارب السكورش                                   | المستشارة افا بيج       |         |

## وصلات خارجية
- باتريشيا كلاركسون على موقع IMDb (الإنجليزية)
- باتريشيا كلاركسون على موقع روتن توميتوز (الإنجليزية)
- باتريشيا كلاركسون على موقع قاعدة بيانات الأفلام العربية
- باتريشيا كلاركسون على موقع ألو سيني (الفرنسية)
- باتريشيا كلاركسون على موقع أول موفي (الإنجليزية)
- باتريشيا كلاركسون على موقع قاعدة بيانات برودواي على الإنترنت (الإنجليزية)
- باتريشيا كلاركسون على موقع قاعدة بيانات الأفلام السويدية (السويدية)
- باتريشيا كلاركسون على موقع إن إن دي بي (الإنجليزية)
- باتريشيا كلاركسون على موقع قاعدة بيانات الفيلم (الإنجليزية)
- باتريشيا كلاركسون على موقع كينوبويسك (الروسية)
- باتريشيا كلاركسون at the Internet Off-Broadway Database

قالب:جائزة دائرة نقاد فانكوفر السينمائي لأفضل ممثلة مساعدة